# L'Omnibus des toqués ou Blancs et Noirs
L'Omnibus des toqués ou Blancs et Noirs er en fransk stumfilm fra 1901 af Georges Méliès.